# Weymouth (Massachusetts)
Weymouth – miasto w Stanach Zjednoczonych w stanie Massachusetts, w hrabstwie Norfolk.